# Chiesa di San Francesco (Stilo)
La chiesa di San Francesco o chiesa di San Francesco dei Minori è un edificio religioso del XVI secolo di stile tardo-barocco che si trova a Stilo, in provincia di Reggio Calabria. Fu edificata accanto a una torre di guardia del Trecento.
All'interno vi sono affreschi settecenteschi, un altare ligneo, la tavola della Madonna del Borgo e una statua in marmo dell'Immacolata del XVIII secolo.

## Feste
Nella chiesa è posta la statua di san Rocco che viene portata in processione per il paese durante la festa di san Rocco ogni 16 di agosto.
Dal 2009, il 15 agosto si festeggia nuovamente anche la festa dell'Assunta, con la statua dell'Assunta in processione dalla chiesa fino alla Cattolica.